# Ruud Vormer
Ruud Vormer (Hoorn, 11 maggio 1988) è un ex calciatore olandese, di ruolo centrocampista.

## Palmarès

### Club
- Coppa del Belgio: 1

Club Bruges: 2014-2015
- Campionato belga: 5

Club Bruges: 2015-2016, 2017-2018, 2019-2020, 2020-2021, 2021-2022
- Supercoppa del Belgio: 3

Club Bruges: 2016, 2018, 2022

### Individuale
- Calciatore dell'anno del campionato belga: 1

2017